# Apalholm
Apalholm är en halvö i Flakaviken i Lemlands kommun på Åland (Finland). Den ligger i den södra delen av landskapet, 16 kilometer sydost om huvudstaden Mariehamn. Apalholm skiljs från Fasta Åland av en grävd kanal från Karboviken i norr till Apalvik i väster. Apalholm har landsvägsförbindelse med fasta Åland och här finns cirka ett halvdussin fritidsfastigheter.